# Мешано наслеђивање
Мешано наслеђивање је застарела теорија у биологији из 19. века. Теорија о мешаном наслеђивању заступа став да потомство наслеђује било коју карактеристику као просек вредности родитеља те карактеристике. Као пример за то, укрштање сорте са црвеним цветом и белом сортом исте врсте дало би потомство са ружичастим цветовима.
Чарлс Дарвинова теорија наслеђивања пангенезом, са доприносима јајне ћелије или сперматозоида из сваког дела тела, подразумевала је мешано наслеђивања. Његово ослањање на овај механизам навело је Флиминга Џенкина да нападне Дарвинову теорију природне селекције на основу тога да би мешано наслеђивање упросечило сваку нову корисну карактеристику пре него што би селекција има времена да делује.
Мешано наслеђивање је одбачено општим прихватањем партикуларног наслеђивања током развоја модерне генетике, око 1900. године.

## Утицај Менделових истраживања
Мешано наслеђивање је одбачено коначним широким прихватањем, након његове смрти, теорије Грегора Мендела о партикуларном наслеђивању, коју је представио у Експерименти о биљним хибридима (1865). Године 1892, Август Вајсман је изнео идеју о наследном материјалу, који је назвао клицина плазма, ограничену на гонаде и независну од остатка тела (соме). По Вајсмановом мишљењу, клицина плазма је формирала тело, али тело није утицало на клицину плазму, осим индиректно природном селекцијом. Ово је противречило и Дарвиновој пангенези и Ламарковом наслеђивању. Менделов рад је поново откривен 1900. године од стране генетичара Хуга де Вриса и других, а убрзо исте године потврђен експериментима Вилијама Бејтсона. Менделово наслеђивање са сегрегирајућим, партикуларним алелима почело је да се разуме као објашњење и за дискретне и за континуирано променљиве карактеристике.

## Белешке
1. ↑  Мешано наслеђивање је понекад погрешно поистовећивано са континуираним наслеђивањем које су заговарали биометричари на почетку 20. века. Заиста је било неслагања између њих и раних менделијанаца, али она се нису тицала мешања.[8]